# بروك رالف
بروك رالف هو لاعب كرة القدم الكندية كندي، ولد في 16 يوليو 1980 في Raymond, Alberta ‏ في كندا.